# Lasioglossum absurdiceps
Lasioglossum absurdiceps är en biart som först beskrevs av Timberlake 1962.  Lasioglossum absurdiceps ingår i släktet smalbin, och familjen vägbin. Inga underarter finns listade i Catalogue of Life.